# 肝焼き

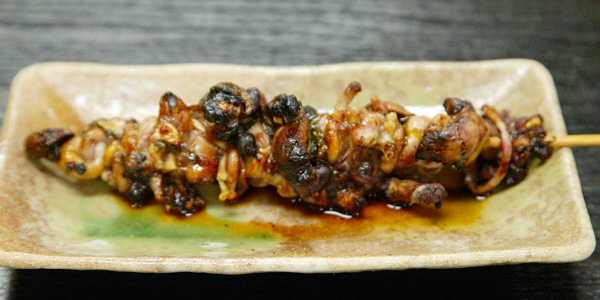

肝焼き（きもやき）は、鰻の内臓をよく水洗いして数匹分を串に刺し、たれをつけて焼いた物。肝焼きと言うものの、大部分は胃や腸などの内臓で、肝臓は普通含まれない。主に鰻料理店で提供される。